# Ejido de Tlalchichilpa
Ejido de Tlalchichilpa är en ort i kommunen San Felipe del Progreso i delstaten Mexiko i Mexiko. Samhället hade 417 invånare vid folkräkningen 2020.